# 沼津市
沼津市（日语：／ Numazu shi */?），是位於日本靜岡縣東部的市。於1923年7月1日成立。為静岡縣東部的中心都市，施行時特例市。沼津市也是沼津都市圈的中心，濱臨駿河灣，觀光業發達。

## 友好城市
| 城市                       | 締結日期     |
| -------------------------- | ------------ |
| 美国密歇根州卡拉馬祖       | 1963年       |
| 中华人民共和国湖南省岳陽市 | 1985年4月5日 |

## 交通
由於沼津市做為財經界人物的休養地，因此鐵公路交通在明治初期就開始建設。

### 鐵路
- 新幹線

東海道新幹線通過本市，但無設站，需利用鄰近的三島車站轉乘。
- 在來線

皆為東海旅客鐵道營運：
- 東海道本線：沼津車站、片濱車站、原車站
- 御殿場線：大岡車站、沼津車站

- 路面電車
  - 伊豆箱根鐵道軌道線：1906年開業，1963年廢止

### 公路
- 高速公路
  - 東名高速公路
  - 新東名高速公路

- 汽車專用道路
  - 伊豆縱貫自動車道（東駿河灣環狀道路）

- 一般國道
  - 國道1號
  - 國道246號
  - 國道414號

### 港灣
主要漁港
- 沼津港
- 靜浦漁港
- 内浦漁港
- 西浦漁港
- 井田漁港
- 戸田漁港

### 航空
本市無機場，距离本市最近的机场为静冈机场（FSZ / RJNS）。

## 出身名人
- 大久保忠佐（沼津藩藩主）
- 大賀典雄（指揮家、前索尼社長、前日本經濟團體聯合會副會長等）
- 原田眞人（電影導演）
- 杉山正明（歴史學者）
- 岩崎恭子（游泳選手）
- 小野伸二（職業足球選手、效力於札幌岡薩多、前日本國家足球隊成員）
- 杉山賢人（前職業棒球選手）
- 富田常次郎（柔道家）
- 室伏廣治（鏈球選手）
- 山本昌邦（足球教練、前日本國家足球隊成員）
- 千野志麻（前富士電視台播報員）
- 磯村勇斗（演員）

## ACG作品合作
- LoveLive! Sunshine!!

## 外部連結
- （日語）静岡県沼津市の公式ウェブサイト （页面存档备份，存于）
- （日語）沼津市公式観光サイト （页面存档备份，存于）
- 日本沼津市的新浪微博